# نرسی کامگار
نرسی کامگار شاهزاده ساسانی والی ارمنستان و فاتح دربند و فاتح گیلان بود. نرسی کامگار فرزند جاماسپ بیست و یکمین پادشاه ساسانی بود که در دوران پادشاهی پسرعموی خود خسرو انوشیروان در سال ۵۳۱ به والیگری ارمنستان رسید و به مدت ۱۳ سال جنگ‌های بسیار نمود و دربند قفقاز و گیلان را به انقیاد خود درآورد.
وی دو فرزند به نام فیروز و فرخزاد داشت که فیروز حاکم گیلان گردید و فرخزاد در زمان خسرو یکم یمن را فتح نمود.